# Mosasàurids
Els mosasàurids (Mosasauridae) són una família extingida de sauròpsids (rèptils) escatosos adaptada a la vida marina que van viure a les acaballes del període Cretaci, des de fa uns 90 milions d'anys fins al final del Mesozoic fa 65 milions d'anys.

## Característiques
Aquests rèptils estaven estretament emparentats amb els varans i amb les serps actuals, i la seva forma corporal recorda molt a la d'aquests animals, tot i que les seves dimensions eren descomunals. Arribaven a mesurar fins als 17 metres (hainosaures), per bé que la majoria eren més petits, d'entre vuit i deu metres.
El seu musell era normalment llarg i ple de dents, fins i tot al paladar; sembla que engolien les seves preses senceres, com les serps, ja que les seves dents no estaven fetes per a mastegar.
Tenien la cua llarga i aplanada lateralment. Al contrari que els plesiosaures, els mosasàurids empraven la cua com a principal eina natatòria, i les seves curtes aletes arrodonides els servien gairebé exclusivament com a estabilitzadors.

## Història natural
Tots els mosasàurids eren depredadors, però hi ha proves que explotaven nínxols ecològics diferents. Els mosasàurids del gènere Globidens, que feien uns sis metres, tenien dents gairebé esfèriques adaptades a moldre les closques dels mol·luscs com les cloïsses i els musclos.
Eren vivípars, com ho demostren troballes recents, i és possible que visquessin a la mar durant tota la seva vida.

## Taxonomia
- Família  Mosasauridae
  - Vallecillosaurus
  - Subfamília  Tylosaurinae
    - Hainosaurus
    - Tylosaurus
    - Taniwhasaurus

  - Subfamília  Plioplatecarpinae
    - Platecarpus
    - Angolasaurus
    - Ectenosaurus
    - Selmasaurus
    - Igdamanosaurus
    - Yaguarasaurus
    - Plioplatecarpus

  - Subfamília  Mosasaurinae
    - Dallasaurus
    - Clidastes
    - Eremiasaurus
    - Mosasaurus
    - Moanasaurus
    - Amphekepubis
    - Plotosaurus
    - Globidens
    - Prognathodon
    - Plesiotylosaurus
    - Carinodens

  - Subfamilia  Halisaurinae 
    - Eonatator
    - Halisaurus

Incertae sedis
- Liodon
- Goronyosaurus
- Pluridens
- Kourisodon
- Russellosaurus
- Tethysaurus